# Wnt сигнални пут

Wnt сигнални пут је сложен систем ћелијске сигнализације који игра кључну улогу у развоју организма, одржавању ћелијске хомеостазе и регулацији бројних ћелијских процеса. Овај пут је именован по протеину Wnt, који је кључан за његово функционисање. Wnt сигнални пут је конзервиран током еволуције и присутан је код свих вишећелијских организама, укључујући људе.

## Механизам деловања
сигнални пут се активира када се Wnt протеин веже за рецептор на површини ћелије, обично Frizzled рецептор. Ова интеракција покреће низ реакција унутар ћелије, укључујући стабилизацију бета-катенина, који затим улази у једро и активира транскрипцију специфичних гена. У одсуству Wnt сигнала, бета-катенин се разграђује у протеазомима.

## Улога у развоју организма
сигнални пут је од суштинског значаја за:
- Ембриогенезу: Контролише формирање ткива и органа током развоја ембриона.
- Диференцијацију ћелија: Регулише процесе који одређују специјализацију ћелија.
- Матичне ћелије: Одржава способност матичне ћелија за самообнављање и диференцијацију.[3]

## Улога у болестима
Абнормална активација или поремећаји у Wnt сигналном путу могу довести до бројних болести, укључујући:
- Рак: Мутације у генима повезаним са Wnt путем су честе код колоректалног карцинома, меланома и других тумора.
- Развојне мане: Поремећаји у Wnt путу могу изазвати полидактилију или аненцефалију.
- Аутоимуне болести: Wnt пут може бити укључен у регулацију имуног одговора.[4]

## Методе проучавања
сигнални пут се проучава коришћењем бројних метода, укључујући:
- Генетско секвенцирање: Откривање мутација у генима повезаним са Wnt путем.
- Микроареј: Анализа експресије гена на нивоу читавог генома.
- CRISPR-Cas9: Генетско уређивање за проучавање функције специфичних гена.
- Хроматин иммунопреципитација (ChIP): Проучавање интеракције протеина са ДНК.[5]